# Allonsanfàn
Allonsanfàn is een Italiaanse dramafilm uit 1974 onder regie van Paolo en Vittorio Taviani.

## Verhaal
De Lombardische edelman Fulvio Imbriani is lid van een geheim revolutionair genootschap. Hij raakt ontgoocheld door de Restauratie en hij wil breken met zijn strijdmakkers. Hij wil graag een nieuw leven beginnen, maar de revolutionairen laten hem niet met rust.

## Rolverdeling
| Acteur                | Personage         |
| --------------------- | ----------------- |
| Marcello Mastroianni  | Fulvio Imbriani   |
| Lea Massari           | Charlotte         |
| Mimsy Farmer          | Francesca         |
| Laura Betti           | Esther            |
| Claudio Cassinelli    | Lionello          |
| Benjamin Lev          | Vanni             |
| Renato De Carmine     | Costantino        |
| Stanko Monlar         | Allonsanfàn       |
| Luisa De Santis       | Fiorella          |
| Biagio Pelligra       | Priester          |
| Michael Berger        | Remigiano         |
| Raul Cabrera          |                   |
| Alderice Casali       | Concetta          |
| Roberto Frau          |                   |
| Cirylle Spiga         | Massimo           |
| Ermanno Taviani       | Massimiliano      |
| Francesca Taviani     | Giovanna          |
| Bruno Cirino          | Tito              |
| Pier Giovanni Anchisi |                   |
| Luis La Torre         | Jongen op de boot |
| Carla Mancini         |                   |
| Bruna Righetti        |                   |